# Nemoneura liparotes
Nemoneura liparotes är en tvåvingeart som beskrevs av Quate och Brown 2004. Nemoneura liparotes ingår i släktet Nemoneura och familjen fjärilsmyggor. Inga underarter finns listade i Catalogue of Life.